# Karel Schoeman
Karel Schoeman (født 26. oktober 1939 i Trompsburg, død 1. maj 2017 i Bloemfontein) var en sydafrikansk forfatter, som skrev primært på afrikaans. Han var tilhænger af anti-apartheid-bevægelsen. Gennem sit forfatterskab skrev han 19, både selvbiografiske og historiske, romaner.